# بطولة أمريكا الوسطى والكاريبي لألعاب القوى 1967
بطولة أمريكا الوسطى والكاريبي لألعاب القوى 1967 هي النسخة الأولى من بطولة أمريكا الوسطى والكاريبي لألعاب القوى. أقيمت في المكسيك. تصدرت كوبا جدول الميداليات برصيد 44 ميدالية منها 23 ذهبية.

## جدول الميداليات
| الترتيب | منتخب     | ذهبية | فضية | برونزية | المجموع |
| ------- | --------- | ----- | ---- | ------- | ------- |
| 1       | كوبا      | 23    | 13   | 8       | 44      |
| 2       | المكسيك   | 9     | 14   | 14      | 37      |
| 3       | بورتوريكو | 2     | 6    | 6       | 14      |
| 4       | غواتيمالا | 1     | 0    | 4       | 5       |
| 5       | نيكاراغوا | 0     | 1    | 0       | 1       |